# World Series of Poker 1991
 (juillet 2025).
La mise en forme du texte ne suit pas les recommandations de Wikipédia : il faut le « wikifier ».
Les points d'amélioration suivants sont les cas les plus fréquents. Le détail des points à revoir est peut-être précisé sur la page de discussion.
- Les titres sont pré-formatés par le logiciel. Ils ne sont ni en capitales, ni en gras.
- Le texte ne doit pas être écrit en capitales (les noms de famille non plus), ni en gras, ni en italique, ni en « petit »…
- Le gras n'est utilisé que pour surligner le titre de l'article dans l'introduction, une seule fois.
- L'italique est rarement utilisé : mots en langue étrangère, titres d'œuvres, noms de bateaux, etc.
- Les citations ne sont pas en italique mais en corps de texte normal. Elles sont entourées par des guillemets français : « et ».
- Les listes à puces sont à éviter, des paragraphes rédigés étant largement préférés. Les tableaux sont à réserver à la présentation de données structurées (résultats, etc.).
- Les appels de note de bas de page (petits chiffres en exposant, introduits par l'outil «  Source ») sont à placer entre la fin de phrase et le point final[comme ça].
- Les liens internes (vers d'autres articles de Wikipédia) sont à choisir avec parcimonie. Créez des liens vers des articles approfondissant le sujet. Les termes génériques sans rapport avec le sujet sont à éviter, ainsi que les répétitions de liens vers un même terme.
- Les liens externes sont à placer uniquement dans une section « Liens externes », à la fin de l'article. Ces liens sont à choisir avec parcimonie suivant les règles définies. Si un lien sert de source à l'article, son insertion dans le texte est à faire par les notes de bas de page.
- La présentation des références doit suivre les conventions bibliographiques. Il est recommandé d'utiliser les modèles {{Ouvrage}}, {{Chapitre}}, {{Article}}, {{Lien web}} et/ou {{Bibliographie}}. Le mode d'édition visuel peut mettre en forme automatiquement les références.
- Insérer une infobox (cadre d'informations à droite) n'est pas obligatoire pour parachever la mise en page.

Pour une aide détaillée, merci de consulter Aide:Wikification.
Si vous pensez que ces points ont été résolus, vous pouvez retirer ce bandeau et améliorer la mise en forme d'un autre article.
Résultats des World Series of Poker 1991.

## Résultats
| Tournoi                             | Vainqueur         | Prix     | Finaliste         |
| ----------------------------------- | ----------------- | -------- | ----------------- |
| $1,500 Omaha Hi-Lo Split            | Joe Becker        | $119,400 | Mel Judah         |
| $2,500 No Limit Hold'em             | Doyle Brunson     | $208,000 | Dan Stashkiw      |
| $1,500 No Limit Hold'em             | Brent Carter      | $166,800 | O'Neil Longson    |
| $5,000 Seven Card Stud              | Thomas Chung      | $142,000 | Mim Penney        |
| $1,500 Seven Card Stud              | Artie Cobb        | $146,400 | John Sears        |
| $1,500 Ace to Five Draw             | Pat Flanagan      | $106,800 | David Allred      |
| $1,500 Seven Card Stud Hi-Lo Split  | Mike Hart         | $106,200 | James Richburg    |
| $5,000 Pot Limit Omaha              | Jay Heimowitz     | $126,000 | John Bonetti      |
| $1,500 Limit Omaha                  | Paul Heinrich     | $92,000  | Chris Hatzakos    |
| $1,500 Limit Hold'em                | Max Linder        | $256,000 | Eddie Schwettman  |
| $2,500 Seven Card Stud              | Rodney H. Pardey  | $133,000 | Don Williams      |
| $5,000 No Limit Deuce to Seven Draw | John Spadavecchia | $58,500  | Dewey Tomko       |
| $2,500 Limit Hold'em                | Ron Stanley       | $203,000 | Stavros Karabinas |
| $1,500 Pot Limit Omaha              | An Tran           | $87,600  | Chris Björin      |
| $500 Ladies' Seven Card Stud        | Donna Ward        | $28,200  | Toni Brown        |
| $5,000 Limit Hold'em                | Byron Wolford     | $210,000 | Erik Seidel       |
| $1,500 Razz                         | Charles Wight     | $231,000 | Steve Kopp        |

## Table Finale du Main Event
Il y a eu 215 participants au Main Event (événement principal).  Chacun a payé $10,000 pour y participer.
| Place | Nom            | Prix       |
| ----- | -------------- | ---------- |
| 1er   | Brad Daugherty | $1,000,000 |
| 2e    | Don Holt       | $402,500   |
| 3e    | Bob Veltri     | $201,250   |
| 4e    | Don Williams   | $115,000   |
| 5e    | Perry Green    | $69,000    |
| 6e    | Ali Farsai     | $34,500    |